# Chengdu Mustangs
I Chengdu Mustangs sono una squadra di football americano di Chengdu, in Cina, fondata nel 2011.

## Dettaglio stagioni

### Tornei nazionali

#### Campionato

##### AFLC
| Stagione | regular season | regular season | regular season | regular season | regular season | regular season | playoff | playoff | playoff | playoff | playoff | playoff    | playoff           |
|          | Vin            | Par            | Per            | Tot            | PF             | PS             | Vin     | Per     | Tot     | PF      | PS      | risultato  | avversaria        |
| -------- | -------------- | -------------- | -------------- | -------------- | -------------- | -------------- | ------- | ------- | ------- | ------- | ------- | ---------- | ----------------- |
| 2013     | 2              | 0              | 1              | 3              | 65             | 20             | 0       | 1       | 1       | 6       | 18      | Semifinale | Chongqing Dockers |
| 2014     | 0              | 0              | 5              | 5              | 40             | 184            | -       | -       | -       | -       | -       | -          | -                 |
| Totale   | 2              | 0              | 6              | 8              | 105            | 204            | 0       | 1       | 1       | 6       | 18      |            |                   |

Fonti: Enciclopedia del Football - A cura di Roberto Mezzetti

##### CBL
| Stagione | regular season | regular season | regular season | regular season | regular season | regular season | playoff | playoff | playoff | playoff | playoff | playoff   | playoff          |
|          | Vin            | Par            | Per            | Tot            | PF             | PS             | Vin     | Per     | Tot     | PF      | PS      | risultato | avversaria       |
| -------- | -------------- | -------------- | -------------- | -------------- | -------------- | -------------- | ------- | ------- | ------- | ------- | ------- | --------- | ---------------- |
| 2015     | 2              | 0              | 1              | 3              | 42             | 26             | -       | -       | -       | -       | -       | -         | -                |
| 2016     | 4              | 0              | 0              | 4              | 106            | 52             | 0       | 1       | 1       | 6       | 22      | Finale    | Beijing Cyclones |
| 2017     | 0              | 0              | 3              | 3              | 19             | 112            | -       | -       | -       | -       | -       | -         | -                |
| 2018     | 1              | 0              | 2              | 3              | 27             | 27             | -       | -       | -       | -       | -       | -         | -                |
| Totale   | 7              | 0              | 6              | 13             | 194            | 217            | 0       | 1       | 1       | 6       | 22      |           |                  |

Fonti: Enciclopedia del Football - A cura di Roberto Mezzetti